# غريغ لارسون
غريغ لارسون (بالإنجليزية: Greg Larson)‏ هو لاعب كرة قدم أمريكية أمريكي، ولد في 15 نوفمبر 1939 في منيابولس في الولايات المتحدة.

## وصلات خارجية
- غريغ لارسون على موقع مرجع كرة القدم المحترفة.كوم (الإنجليزية)